# Lilya Zilberstein
Lilya Zilberstein (auch: Lilija Silberstein, russisch Лилия Зильберштейн; geboren 19. April 1965 in Moskau) ist eine russische Pianistin, die in Wien lebt.

## Leben
Lilya Zilberstein besuchte von 1971 bis 1983 die Moskauer Gnessin-Schule und studierte bei Ada Traub, anschließend am Gnessin-Institut Moskau bei Alexander Satz bis 1990. Sie wurde über Nacht weltberühmt, als sie 1987 den ersten Preis beim Busoni-Wettbewerb in Bozen gewann. Nach ihrem Debüt im Folgejahr beim Maggio Musicale Fiorentino und ihrem ersten Auftritt in München erhielt sie einen Vertrag bei der Deutschen Grammophon. 1990 übersiedelte sie mit ihrem Mann nach Deutschland und lebte in der Nähe von Hamburg. 1998 gewann sie den Preis der Accademia Musicale Chigiana in Siena. Im Jahre 2003 kehrte sie nach Bozen zurück und war in der Jury des Busoni-Wettbewerbs, im Jahr 2009 war sie Präsidentin des Busoni-Wettbewerbes.
Lilya Zilberstein tritt immer wieder als Solistin mit großen Orchestern und Dirigenten auf, so seit 1991 regelmäßig mit den Berliner Philharmonikern; aber auch Dresdner Staatskapelle, London Symphony Orchestra, die Tschechische Philharmonie, das Concertgebouw-Orchester Amsterdam  und das Chicago Symphony Orchestra mit Dirigenten wie James Levine, Claudio Abbado und Neeme Järvi. 
Als Kammermusikerin ist Lilya Zilberstein u. a. Klavierduopartnerin von Martha Argerich und hat Einspielungen von Violinsonaten mit dem Geiger Maxim Vengerov und Cellosonaten mit dem Cellisten Gautier Capuçon vorgelegt. 
In den Festspielsommern hatte sie mehrfache Auftritte beim Peninsula Music Festival in Wisconsin, so auch wieder im Jahr 2009, außerdem mehrfach im Schleswig-Holstein Musik Festival und den Musiktagen von Martha Argerich in Lugano sowie an vielen anderen Orten.
Als Solistin konzertiert Lilya Zilberstein in Klavierabenden rund um den Globus. Zu ihren bedeutendsten Erfolgen zählt ein Klavierabend in der Londoner Wigmore Hall im Juni 2009, der ein großes Presse-Echo in mehreren britischen Tageszeitungen nach sich zog.
Neben ihrer Tätigkeit als Pianistin unterrichtet Lilya Zilberstein wenige, ausgesuchte postgraduierte Pianistinnen und Pianisten. Des Weiteren gibt sie weltweit angesehene Meisterkurse, u. a. in den USA, Italien, Taiwan und Südkorea, sowie regelmäßig an der Londoner Royal Academy of Music. Seit 2009 ist Zilberstein Gast-Professorin an der Hochschule für Musik und Theater in Hamburg.
Sie übernahm 2015 als erste Frau in dieser Funktion den Lehrstuhl Klavier an der Universität für Musik und darstellende Kunst Wien. Seit 2011 lehrt sie zudem an der Accademia Musicale Chigiana in Siena.
Lilya Zilberstein ist mit dem Trompeter Alexander Gerzenberg verheiratet – ihre Söhne Daniel (* 1991) und Anton (* 1996), die 2009 beide im Fach Klavierduo und Kammermusik mehrere erste Preise beim Bundeswettbewerb Jugend musiziert erringen konnten, treten als Duo Gerzenberg auf.